# Lins Challenger
Il Lins Challenger è stato un torneo professionistico di tennis giocato su campi in terra rossa. Faceva parte dell'ATP Challenger Series. Si giocava annualmente a Lins in Brasile.

## Albo d'oro

### Singolare
| Anno | Campione         | Finalista      | Punteggio     |
| ---- | ---------------- | -------------- | ------------- |
| 1988 | Danilo Marcelino | Fernando Roese | 6–3, 6–3      |
| 1989 | Jaime Oncins     | Fernando Roese | 1–6, 6–0, 6–3 |
| 1990 | Pedro Rebolledo  | João Zwetsch   | 7–6, 4–6, 6–1 |
| 1991 | Nicolás Pereira  | Luis Lobo      | 2–6, 6–3, 7–6 |
| 1992 | Gilbert Schaller | Mauricio Hadad | 6–3, 6–3      |

### Doppio
| Anno | Campioni                             | Finalisti                          | Punteggio     |
| ---- | ------------------------------------ | ---------------------------------- | ------------- |
| 1988 | Givaldo Barbosa Ricardo Camargo      | Marcelo Hennemann Edvaldo Oliveira | 6–1, 3–6, 6–3 |
| 1989 | David Macpherson Gerardo Mirad       | João Cunha e Silva Ivan Kley       | 2–6, 6–3, 6–2 |
| 1990 | José Luis Aparisi José Manuel Clavet | Javier Frana Agustín Moreno        | 7–6, 6–3      |
| 1991 | Ricardo Acioly Mauro Menezes         | Eduardo Furusho João Zwetsch       | 2–6, 7–5, 7–5 |
| 1992 | João Cunha e Silva Nicolás Pereira   | Cássio Motta Fernando Roese        | 6–3, 6–4      |